# الدحلة (وشحة)

تعديل مصدري - تعديل

الدحلة هي إحدى قرى عزلة ضاعن بمديرية وشحة التابعة لمحافظة حجة، بلغ تعداد سكانها 36 نسمة حسب تعداد اليمن لعام 2004.